# Nemzetközi Bálnavadászati Bizottság
A Nemzetközi Bálnavadászati Bizottság (angolul International Whaling Commission, IWC) egy nemzetközi szervezet, mely  „A bálnavadászat nemzetközi szabályozásáról szóló egyezmény”  (International Convention for the Regulation of Whaling – ICRW) betartását felügyeli. 
Az ICRW-t először Washingtonban írták alá az akkori tagok, 1946. december 2-án. A bizottság tagsága 1982-ben elfogadott egy bálnavadászati moratóriumot, mely megtiltotta a tengeri emlősök kereskedelmi célú vadászatát, és a kisszámú vadászati kvótát engedélyezett a tradicionálisan bálnavadászatból élő őslakosok számára és a tudományos célú kutatásokra. 
Norvégia és Izland megtagadta az IWC moratóriumát és saját kvótákat ad ki továbbra is a vadászatra, míg Japán a tudományos célú vadászati kvótákkal kezdett el trükközni és teszi ezt a mai napig is.

## Fordítás
- Ez a szócikk részben vagy egészben a IWC című angol Wikipédia-szócikk ezen változatának fordításán alapul.  Az eredeti cikk szerkesztőit annak laptörténete sorolja fel. Ez a jelzés csupán a megfogalmazás eredetét és a szerzői jogokat jelzi, nem szolgál a cikkben szereplő információk forrásmegjelöléseként.